# Atletica leggera ai Giochi della XI Olimpiade - Salto in alto femminile

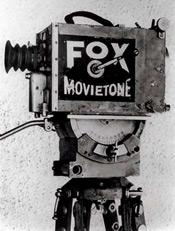
Video della Finale (durata: 5'58")

La competizione del salto in alto femminile di atletica leggera ai Giochi della XI Olimpiade si è disputata il giorno 9 agosto 1936 allo Stadio Olimpico di Berlino.

## L'eccellenza mondiale
| Record mondiale: 1932            | 1,65 | Jean Shiley    | Ritirata       |
| II Giochi dell'Impero britannico | 1,60 | Marjorie Clark | Assente        |
| Co-primatista mond.le: 1932      | 1,65 | Babe Didrikson | Professionista |
| Co-primatista mond.le: 1933      | 1,65 | Dora Greenwood | Assente        |
| Co-primatista: 1/06/1936         | 1,65 | Dorothy Odam   | Presente       |

1. ↑  Babe Didrikson-Zaharias passò al golf, di cui divenne campionessa, e poi alla pallacanestro.

## Gara
Le 17 atlete iscritte sono ammesse direttamente alla finale. Nella gara tre sono le atlete a superare l'asticella a 1,60: Dorothy Odam, Ibolya Csák ed Elfriede Kaun. Il limite viene posto a 1,62, ove tutte falliscono. In base al regolamento in vigore è necessario procedere ad un salto di spareggio per determinare l'ordine di arrivo.

Solo l'ungherese Csák valica la misura, aggiudicandosi la medaglia d'oro. Poi l'asticella viene abbassata a 1,60.
Dorothy Odam supera la misura al primo tentativo e si aggiudica l'argento; la Kaun si accontenta del bronzo.

Ibolya Csàk è la prima donna ungherese a vincere un oro olimpico in atletica.
Al sesto posto si classifica la diciottenne olandese Francina Elsje Koen con 1,55. Sarà la dominatrice dei Giochi di Londra 1948, vincendo quattro ori nelle gare di corsa.
Dopo i Giochi di Londra 1948 verrà approvato il nuovo regolamento. Nel caso in cui nessun concorrente superi la misura, non si procede più allo spareggio ma viene dichiarato vincitore chi ha valicato la misura precedente al primo salto. In caso di parità si contano gli errori; in caso di ulteriore parità si conta il numero di salti totali. Solo se la parità persiste viene dato un ex aequo. Seguendo questo regolamento l'oro sarebbe stato assegnato a Dorothy Odam, che a Berlino valicò 1,60 alla prima prova.

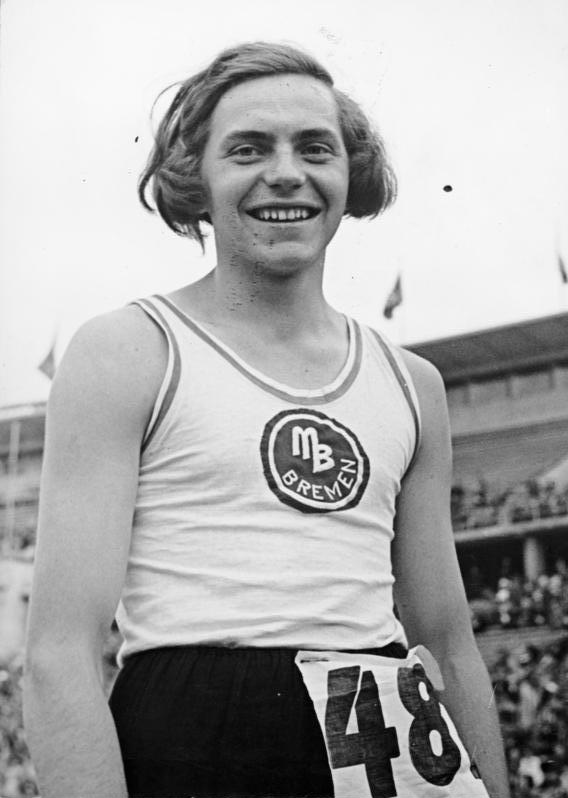
Heinrich Ratjen, alias Dora Ratjen.

Alla competizione partecipò Dora Ratjen classificandosi al quarto posto. Nel 1938 fu squalificata dopo essere stata riconosciuta di sesso maschile. Il suo nome vero era Heinrich Ratjen, è stato riconosciuto come il primo caso accertato di «imbroglio sessuale olimpionico».

## Risultati

### Turno eliminatorio
Non previsto.

### Finale
Domenica 9 agosto 1936, ore 15:00.
| Pos     | Atleta              | Età | Nazione       | Salti | Salti | Salti | Salti | Salti | Salti | Salti | Misura | S    | S    |
| Pos     | Atleta              | Età | Nazione       | 1,30  | 1,40  | 1,50  | 1,55  | 1,58  | 1,60  | 1,62  | Misura | 1,62 | 1,60 |
| ------- | ------------------- | --- | ------------- | ----- | ----- | ----- | ----- | ----- | ----- | ----- | ------ | ---- | ---- |
| Oro     | Ibolya Csák         | 21  | Ungheria      | O     | O     | O     | O     | O     | XO    | XXX   | 1,60   | O    |      |
| Argento | Dorothy Odam        | 16  | Gran Bretagna | -     | O     | O     | O     | O     | O     | XXX   | 1,60   | X    | O    |
| Bronzo  | Elfriede Kaun       | 21  | Germania      | -     | O     | O     | O     | XXO   | XXO   | XXX   | 1,60   | X    | X    |
| [ 2 ]   | Dora Ratjen         | 17  | Germania      | -     | O     | O     | XO    | O     | XXX   |       | 1,58   |      |      |
| 4       | Marguerite Nicolas  | 20  | Francia       | -     | O     | O     | XXO   | XXO   | XXX   |       | 1,58   |      |      |
| 5       | Fanny Blankers-Koen | 18  | Paesi Bassi   | O     | O     | O     | O     | XXX   |       |       | 1,55   |      |      |
| 5       | Annette Rogers      | 22  | Stati Uniti   | O     | O     | O     | O     | XXX   |       |       | 1,55   |      |      |
| 5       | Doris Carter        | 24  | Australia     | O     | -     | XO    | XXO   | XXX   |       |       | 1,55   |      |      |
| 8       | Alice Arden         | 22  | Stati Uniti   | O     | O     | O     | XXX   |       |       |       | 1,50   |      |      |
| 8       | Kathlyn Kelley      | 16  | Stati Uniti   | O     | O     | O     | XXX   |       |       |       | 1,50   |      |      |
| 8       | Margaret Bell       | 19  | Canada        | O     | O     | XO    | XXX   |       |       |       | 1,50   |      |      |
| 8       | Wanda Nowak         | 23  | Austria       | O     | O     | XO    | XXX   |       |       |       | 1,50   |      |      |
| 8       | Nellie Carrington   | 19  | Gran Bretagna | -     | O     | XXO   | XXX   |       |       |       | 1,50   |      |      |
| 13      | Catherine Stevens   | 18  | Belgio        | O     | O     | XXX   |       |       |       |       | 1,40   |      |      |
| 13      | Tini Koopmans       | 24  | Paesi Bassi   | O     | XO    | XXX   |       |       |       |       | 1,40   |      |      |
| 13      | Junko Nishida       | 20  | Giappone      | O     | XXO   | XXX   |       |       |       |       | 1,40   |      |      |
| 16      | Irja Lipasti        | 30  | Finlandia     | O     | XXX   |       |       |       |       |       | 1,30   |      |      |